# 瓦西里·利瓦诺夫
瓦西里·鲍里索维奇·利瓦诺夫（俄语：Василий Борисович Ливанов，1935年7月19日—）是俄罗斯电影演員，導演，作畫監督，編劇。以饰演歇洛克·福爾摩斯的形象而闻名。

## 生平
1935年生于莫斯科。父亲鲍里斯·利瓦诺夫在当时已经是莫斯科艺术剧院小有名气的演员。
他从小受父亲的影响，学习演技。奥尔加·克尼碧尔，阿拉·塔拉索娃，瓦西里·卡恰洛夫，彼得·康恰洛夫斯基，鮑里斯·帕斯捷爾納克，瓦列里·契卡洛夫等知名艺术工作者都是家中的常客。1940年在切爾諾夫策度过了一段时间。1941年6月苏德战争爆发后，他和母亲被疏散到安全区，1943年返回莫斯科。1954年毕业于莫斯科艺术科学院附属中学，1958年毕业于鲍里斯·史楚金戏剧学院，1959年参演了第一部电影《未寄出的信》。导演卡拉托佐夫为了让影片更加真实，让利瓦诺夫和萨莫伊洛娃在北方針葉林零下40 °C的环境中拍摄。结果利瓦诺夫感冒了，嗓音变得非常嘶哑，这也成为了他后来的标志性声音。
1966年，他从影视导演高级进修班毕业，在罗姆教授的指点下，他加入了联盟动画电影制片厂，参与作畫監督、编剧和配音工作。在接下来的十年中，他创作并执导了许多部动画电影。其中最广为人知的作品是《不莱梅的音乐家》。该作品包含摇滚和嬉皮士的风格，与当时的苏联电影独树一帜。流行音乐歌手穆斯利姆·马戈马耶夫承担主要配音工作。
在1970年代末和整个1980年代，利瓦诺夫重返电影界，参与苏联版《福尔摩斯》电视电影系列演出，并取得了巨大成功。他主要饰演福尔摩斯，维塔利·索洛明饰演华生。
2006年2月，他被授予大英帝國勳章员佐勋位。2007年4月，以他和索洛明为形象的福尔摩斯-华生雕像在英国驻莫斯科大使馆揭幕。
他也是一名传记作家，出版了关于鲍里斯·利瓦诺夫、鮑里斯·帕斯捷爾納克等艺术家的传记。